# Ma musique et mon patois
Singles de Daniel Balavoine
Lady Marlène
(1977) Je suis bien
(1978)
Ma musique et mon patois est une chanson de Daniel Balavoine parue sur l'album Les Aventures de Simon et Gunther... en 1977 puis en 45 tours promotionnel en France et au Canada.